# John Wakeham

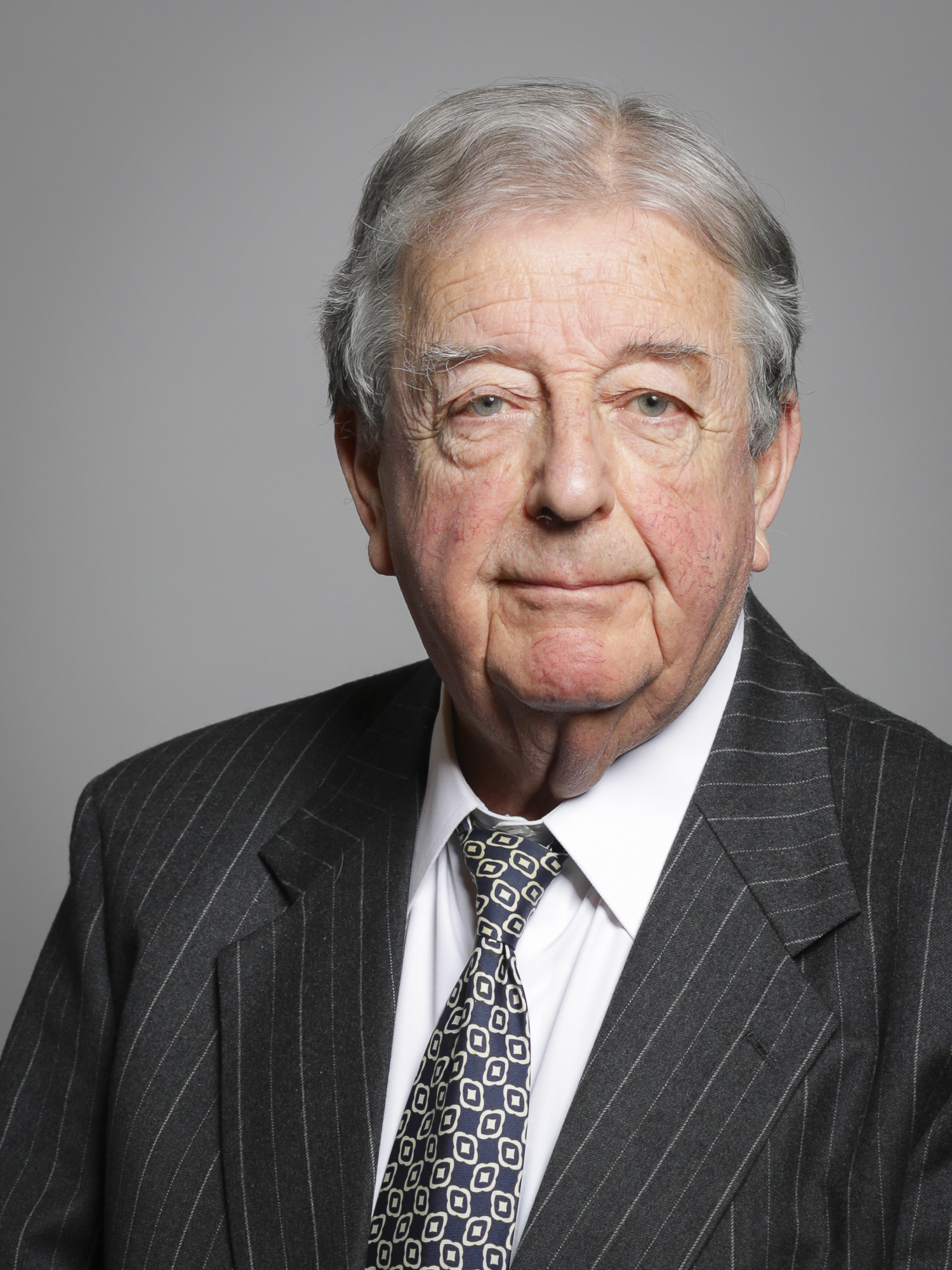
John Wakeham, 2019

John Wakeham, Baron Wakeham PC (* 22. Juni 1932 in Godalming, Surrey, England) ist ein britischer Wirtschaftsmanager, Politiker der Conservative Party und Life Peer.

## Biografie
Nach dem Besuch der traditionsreichen, elitären Charterhouse School leistete Wakeham seinen Militärdienst in der British Army. Danach war er in der Privatwirtschaft tätig und bekleidete bis 1974 rund 60 Direktorenämter bei Unternehmen.
Seine politische Laufbahn begann er als Kandidat der Conservative Party 1974 mit der Wahl zum Abgeordneten in das Unterhaus (House of Commons), in dem er zunächst den Wahlkreis Maldon vertrat. Danach vertrat er zwischen 1983 und 1992 den Wahlkreis Colchester South and Maldon.
1981 übernahm er bis 1982 als Unterstaatssekretär und Parlamentarischer Sekretär im Industrieministerium ein erstes Amt als „Juniorminister“. Nach einer anschließenden Tätigkeit als Staatsminister im Schatzamt (HM Treasury) war er von 1983 bis 1986 Parlamentarischer Sekretär im Schatzamt.
Premierministerin Margaret Thatcher berief ihn schließlich 1987 als Lordsiegelbewahrer in ihr erweitertes Kabinett und ernannte ihn im Rahmen einer Kabinettsumbildung von 1988 bis 1989 zum Lord President of the Council. In diesen Funktionen war er zwischen 1987 und 1989 zugleich Führer der konservativen Mehrheitsfraktion im Unterhaus (Leader of the House of Commons). Nach einer erneuten Regierungsumbildung wurde er danach Umweltminister und behielt dieses Amt auch in der Regierung von Thatchers Nachfolger John Major.
Nach seinem Ausscheiden aus dem Unterhaus wurde er am 24. April 1992 als Life Peer mit dem Titel Baron Wakeham, of Maldon in the County of Essex, in den Adelsstand erhoben und gehört seitdem dem Oberhaus (House of Lords) an. Zwischen 1992 und 1994 war er erneut Lordsiegelbewahrer, gehörte damit dem erweiterten Kabinett von John Major an und war darüber hinaus Führer der konservativen Mehrheitsfraktion im Oberhaus (Leader of the House of Lords).
Nach seinem Ausscheiden aus der Regierung war er wiederum in der Privatwirtschaft tätig und war nicht nur Vorstandsmitglied von N M Rothschild & Sons, sondern auch beim Energiekonzern Enron. Daneben war er zwischen 1992 und 1998 Vorsitzender des Carlton Club, einem der renommiertesten Gentlemen’s clubs in London, sowie von 1996 bis 1998 Vorsitzender des British Horsereacing Board, welches zusammen mit dem Jockey Club Pferderennen im Vereinigten Königreich organisiert.
1998 ist Baron Wakeham Kanzler (Chancellor) der 1966 gegründeten staatlichen Brunel University. Darüber hinaus war 1999 Vorsitzender der Königlichen Kommission zur Ausarbeitung des House of Lords Act 1999 und Vorsitzender der Press Complaints Commission des House of Lords, einem Amt, von dem er 2002 zurücktrat.
Außerdem verfasste er Artikel für Tageszeitungen wie The Guardian.